# Милош Филипович
Милош Филипович (серб. Милош Филиповић / Miloš Filipović, нар. 9 травня 1990, Титова Митровиця) — сербський футболіст, півзахисник клубу «Зловен Рума».
Виступав, зокрема, за клуб «Зріньскі».

## Ігрова кар'єра
Народився 9 травня 1990 року в місті Белград. Вихованець футбольної школи клубу ОФК (Белград). Дорослу футбольну кар'єру розпочав 2009 року в основній команді того ж клубу, в якій провів три сезони, взявши участь у 14 матчах чемпіонату. 
Згодом з 2009 по 2015 рік грав у складі команд «Младост» (Апатин), «Колубара», «Тимок», «Вождовац», «Борча» та «Дрина».
Своєю грою за останню команду привернув увагу представників тренерського штабу клубу «Зріньскі», до складу якого приєднався 2015 року. Відіграв за команду з Мостара наступні чотири сезони своєї ігрової кар'єри. Більшість часу, проведеного у складі «Зріньскі», був основним гравцем команди. У складі «Зріньскі» був одним з головних бомбардирів команди, маючи середню результативність на рівні 0,33 гола за гру першості.
Протягом 2019—2024 років захищав кольори клубів «Лариса», «Зріньскі», «Колубара», «Нові-Пазар» та «Колубара».
До складу клубу «Зловен Рума» приєднався 2024 року. Станом на 12 серпня 2023 року відіграв 2 матчі.